# Hins Cheung
Hins Cheung King Hin (chinois traditionnel : 張敬軒, en Jyutping : Zoeng1 ging3 hin1) est un chanteur hongkongais.

## Discographie

### Album studio
- My Way (2002)
- A.M./P.M. (2004)
- Spring, Summer, Autumn, Winter (2006)
- The Book of Laughter and Forgetting (2006)
- Ardently Love (2007)
- Urban Emotions (2008)
- Love & Living (2009)
- No. Eleven (2010)
- Morph (2014)
- Felix (2015)
- Senses Inherited (2018)

### Extended play
- Hins' First (2001)
- Park of Loneliness (2004)
- Why Not? (2012)
- Vibes (2016)
- The Whimsical Voyage (2017)

## Filmographie

### Long métrage
- In-Laws, Out-Laws (2004)[1],[2]
- Moments of Love (2005)
- Love Is Not All Around (2007)
- Wonder Women (2007)
- Dancing Lion (2007)
- In the Name of... Love (2008)
- The Legend Is Born: Ip Man (2010)
- The Midas Touch (2013)
- Golden Chicken 3 (2014)
- Shining Moment (2017)

### Pièces de théâtre
- Big Nose (2006)
- Perfect Match (2008)
- Octave (2010)
- I Have a Date with Autumn (2012)[3]
- Bent (2015)[3]
- Equus (2016)[3],[4]